# Preaching the “End-Time” Message
Preaching the “End-Time” Message ist ein 2005 erschienenes Kompilationsalbum der Sludge-Band EyeHateGod. Es beinhaltet Samplerbeiträge, Live- und Demoaufnahmen. Das Album wurde dem im Dezember 2004 ermordeten Pantera-Gitarristen und langjährigen Freund der Band Dimebag Darrell gewidmet.

## Geschichte
Nachdem EyeHateGod mit 10 Years of Abuse (and Still Broke) ihren Vertrag mit Century Media erfüllt hatte, trennte sich die Band von ihrem Bassisten Danny Nick und ersetzte ihn durch Gary Mader. In der neuen Besetzung tourte die Gruppe in Japan, Amerika und Europa. Danny Nick, der am Songwriting und teilweise an den Aufnahmen beteiligt war, wird nicht in den Albumangaben erwähnt. Das Album wurde über Emetic Records vertrieben. Der Inhaber des Labels Steve Rarick sowie der Geschäftsführer Chris Johnson gaben bereits zuvor Split-Singles mit EyeHateGod heraus und waren mit den Bandmitgliedern befreundet.
Entgegen den Vorstellungen der Band kündigte Emetic Preaching the “End-Time” Message als neues Studioalbum an. Die CD beinhaltete ausschließlich Material, das bis dahin nicht auf CD erschienen war und oft auf limitierten Singles veröffentlicht wurde und somit schwer erhältlich war.

“[T]here are three new songs on it. There’s some live Japanese stuff. It’s all unreleased on CD actually, but there are some rare seven-inch stuff…not the stuff on “10 Years of Abuse”, but the stuff from the Soilent Green seven-inch and the Crippled Bastards seven-inch split. And then the live Japanese stuff.”

„Es gibt da drei neue Lieder drauf. Es gibt etwas Japan Live Material. Es ist alles noch nicht auf CD veröffentlicht, aber es gibt ein paar seltene sieben Inch-Sachen… nicht das Material von „10 Years of Abuse“, aber das von der Soilent Green sieben-Inch und der Crippled Bastards sieben-Inch. Und dann das Japan Live Material.“

Als Nachteil benannte Jimmy Bower die geringen Werbemöglichkeiten eines Indie-Labels. Die neuen Stücke sollten unterdessen für ein kommendes, noch im gleichen Jahr zu Schreibendes, Album verwendet werden. Die Songwritingaktivität blieb jedoch wegen Hurrikan Katrina vorerst aus.

## Stil
Thom Jurek bezeichnet Preaching the “End-Time” Message als „massiv, pervers, angepisst und voller Tief-Frequenz Verzerrung und Schmerz.“ Dabei variieren laut Metal-Observer die Stücke in ihrer Qualität, insbesondere die Produktion der Demostücke wird bemängelt. Captain Chaos von Vampster bezeichnet den Klang der Kompilation als unveränderten EyeHateGod-Sound.

„[D]ie Helden des Sludge sind ekelhaft, zäh bis punkig und verzerrt wie eh und je. Die stumpfen und bluesigen Riffs graben sich teilweise bis zur Unkenntlichkeit verzerrt durch den Magen, der Bass ist dafür verantwortlich, dass sich der Mageninhalt umstülpt, und auch das höllische Geschrei von Michael Williams zeigt, dass sie es nicht verlernt haben.“

## Kritik
Das Album wurde vornehmlich mittelmäßig bewertet. Thom Jurek lobt die Aufnahmen der Split-Singles. Der Metal-Observer bemängelt nicht nur die Produktion, sondern kritisiert auch den Gesang von Mike Williams als „einige der schlechtesten Vocals, die ich je gehört habe. Sie klingen einfach zu schwach und pathetisch, anders als die giftigen und bissigen Vocals, die auf einigen der späteren Tracks zu finden sind.“

## Titelliste
Die Lieder 6 und 7 wurden beim Livekonzert am 19. März 2002 im Club Quattro in Tokio aufgenommen, das auch auf der DVD Live in Tokyo zu sehen ist.
1. Methamphetamine – 1:33 (Alternative Version zum Lied 9 des Albums Dopesick, zuvor 1993 auf dem Sampler Cry Now, Cry Later Vol. 1 erschienen)
2. Serving Time in the Middle of Nowhere – 3:29 (Zuvor auf dem Soundtrack des Films Gummo 1997 und als Demoversion auf der Split-Single mit der Band 13 erschienen)
3. Sabbath Jam – 6:05 (Zuvor 1997 auf der Split-Single In These Black Days: A Tribute to Black Sabbath Vol. 1 mit Anal Cunt erschienen.)
4. Age of Bootcamps – 5:33 (Zuvor 2002 auf der Split-Single They Lie to Hide the Truth/The Age of Bootcamp mit Soilent Green erschienen)
5. I Am the Gestapo – 5:17 (Zuvor 2004 auf der Split-Single I Am the Gestapo/Self-Zeroing mit Cripple Bastards erschienen)
6. Jackass in the Will Of God – 2:50 (Live in Japan, am 19. März 2002 aufgenommen. Originalversion auf Confederacy of Ruined Lives)
7. Revolution/Revelation – 4:29 (Live in Japan, am 19. März 2002 aufgenommen. Originalversion auf Confederacy of Ruined Lives.)
8. International Narcotic – 4:08 (Neue Demoaufnahme)
9. 36 Beers and a Ball of String – 1:36 (Neue Demoaufnahme)
10. Turn Troubled Tables – 4:36 (Neue Demoaufnahme)